# Ana Fitidu
Ana Fitidu (gr. Άννα Φοιτίδου, Ánna Foitídou; ur. 22 kwietnia 1977 w Limassolu) – cypryjska skoczkini o tyczce. Wielokrotna mistrzyni i rekordzistka kraju. Wystąpiła na igrzyskach olimpijskich w Atenach, gdzie zajęła 24. miejsce z wynikiem 4,15 m. Na igrzyskach w Pekinie zajęła 34. miejsce z wynikiem 4,00 osiągniętym w trzeciej próbie.
Srebrna medalistka igrzysk śródziemnomorskich z 2005 z wynikiem 4,25 m.
Złota medalistka igrzysk małych państw Europy z 2007 oraz srebrna z 2005 i 2011.

## Rekordy życiowe
- Skok o tyczce (stadion) – 4,30 (2003 & 2004 & 2008)
- Skok o tyczce (hala) – 4,40 (2005)